# Otto Miesterek
Otto Miesterek (* 13. November 1894 in Ückendorf; † 23. Dezember 1968) war ein deutscher Politiker der KPD.

## Ausbildung und Beruf
Otto Miesterek besuchte die Volksschule und absolvierte im Anschluss eine zweijährige Fortbildungsschule. Danach arbeitete er als Bergmann.

## Politik
Otto Miesterek war von 1946 bis 1948 Stadtverordneter in Wattenscheid. Er war Mitglied der IG Bergbau und Mitglied der Landschaftsversammlung Westfalen-Lippe von 1953 bis 1956.
Miesterek war vom 28. April 1953 bis zum 4. Juli 1954 Mitglied des 2. Landtages von Nordrhein-Westfalen, in den er nachrückte.